# Pasta de cel·lulosa
La pasta de cel·lulosa  o pasta de paper és el material més comú utilitzat per a la fabricació de paper i cartró, feta a partir de fibres vegetals que es troben entre d'altres en fusta, draps vells, fibra de cànem i cada vegada més de paper usat i reciclat, fins a 70% de la producció catalana.

## Manufactura de pasta a partir de fibres vegetals
Les essències de fusta utilitzades són fustes toves a fibra longa com la picea, el pi, l'avet i el làrix, fustes dures a fibre curt com l'eucaliptus i el bedoll i fibres de tèxtils, fibres de plantes anuals com lli, cànem, sisal, abacà i jute i finalment les parts fibroses de blat de moro, de gira-sols i la palla.
Primer es retira l'escorça de la fusta, el que pot ser realitzat amb aigua o sense. L'escorça recuperada generalment s'usa com a combustible per a les calderes de la planta. Les fibres de cel·lulosa de la primera matèria són separades de diferents maneres:
1. La materia orgànica pot ser triturada mecànicament i després humitejada. Aquest tipus de pastes mecàniques es destinen a la producció de papers que no tenen grans requeriments de resistència, com diaris. També pot ser triturada però amb vapor, el que genera les anomenades pastes termomecàniques. Si a més s'agreguen substàncies químiques, s'obtenen les anomenades pastes quimotermomecánicas. Totes les pastes mecàniques tendeixen a prendre un color groguenc amb el temps, per la presència de lignina.
2. Les pastes químiques es produeixen en barrejar fibres triturades prèviament amb productes químics en grans recipients anomenats digestors. L'efecte del calor i els químics dissolven la lignina, enganxada a les fibres de cel·lulosa, però sense trencar les fibres. En surt un residu líquid tòxic que conté lignina i la resta dels químics. Abans era evacuat sense tractament al clavegueram. Avui es aprofita com a combustible en calderes de recuperació. El procés més utilitzat per a la producció de pastes químiques és el Kraft.

Als anys 1980, les fàbriques catalanes de pasta a base de fusta van tots tancar. La primera primera matèria queda, per 70% el paperot. L'única indústria que va quedar produeix pastes per a paper especial parteix de fibres tèxtils de lli, cànem, sisal, abacà i jute, i obté una àmplia gamma de qualitats de pastes que la diferencia de la majoria de fàbriques de pastes especials a Europa. Aquest tipus de pastes està destinat a la fabricació de paper absorbent, paper de filtre, paper hospitalari, paper per embolicar productes de consum, paper de fumar, entre d'altres.

## Història
L'ús de fusta per fabricar paper és una invenció relativament nova. Al segle xviii, la matèria primera principal per al paper eren fibres vegetals com les de lli, però una escassetat de les mateixes va fer que experimentaran nous materials. Al voltant de 1850, un alemany anomenat Friedrich Gottlob Keller triturar fusta en humit per obtenir pasta, posteriors investigacions del nord-americà Tilghman i el suec CF Dahl permetre la millora del procés, en afegir productes químics. Això va permetre un gran abaratiment del paper, el que va redundar en un augment de la circulació de revistas de baix cost, conegudes com a pulps, segons el mot anglés pulp per a pasta de paper.

## Impacte ambiental
Els impactes ambientals més evidents de la producció del pasta de cel·lulosa venen de l'impacte sobre els bosc si els subproductes generats en el blanqueig. El nombre d'arbres consumits depèn del tipus del paper a fabricar i del procés de producció utilitzat. S'estima que es necessita aproximadament 24 arbres per a produir una tona de paper utilitzant el procés Kraft. No és tan eficient com altres processos, però té el gran avantatge de produir energia elèctrica en excedent, la qual per haver estat produïda a partir de biomassa, no genera una aportació net de diòxid de carboni a l'atmosfera, una de les fonts de l'escalfament global.
Quan la pasta de cel·lulosa està blanquejada amb clor elemental, es formen subproductes no desitjats com les dioxines i els furans. No obstant això, les millores en el procés de blanqueig permeten l'eliminació total de la utilització de clor elemental, en desenvolupar les tecnologies Lliure de Clor Elemental (Elemental Chlorine Free, ECF) o Totalment Lliure de Clor (Totally-Chlorine Free, TCF), combinat amb delignificació amb oxigen. Aquestes tecnologies redueixen significativament la quantitat de compostos clorats lliurats en el medi ambient.
Els efluents líquids són en potència la major causa de contaminació, ja que en estat brut contenen lignina, alta demanda biològica d'oxigen, així com alcohol, clorats, metalls pesants i agents quelants. Aquest impacte és reduït a la mínima expressió en la mesura que en les plantes modernes es treballa en cicle tancat amb els productes químics, i qualsevol aigua que surt de les plantes és tractada biològicament.
En el procés Kraft, l'efluent que es produeix en major proporció és el licor blanc, que conté químics de pasta i la lignina dels arbres. Aquest està concentrat per a produir l'anomenat licor negre, per evaporació que pot cremar-se en les calderes de la planta amb recuperació energètica. El paper pot ser reciclat de quatre fins a set vegades, el límit l'imposa la llargada de les fibres, que diminueix cada vegada que es reprocessa. Per resoldre aquest problema, s'afegeix una part de pasta verge a la pasta reciclada.